# Champ-de-Mars

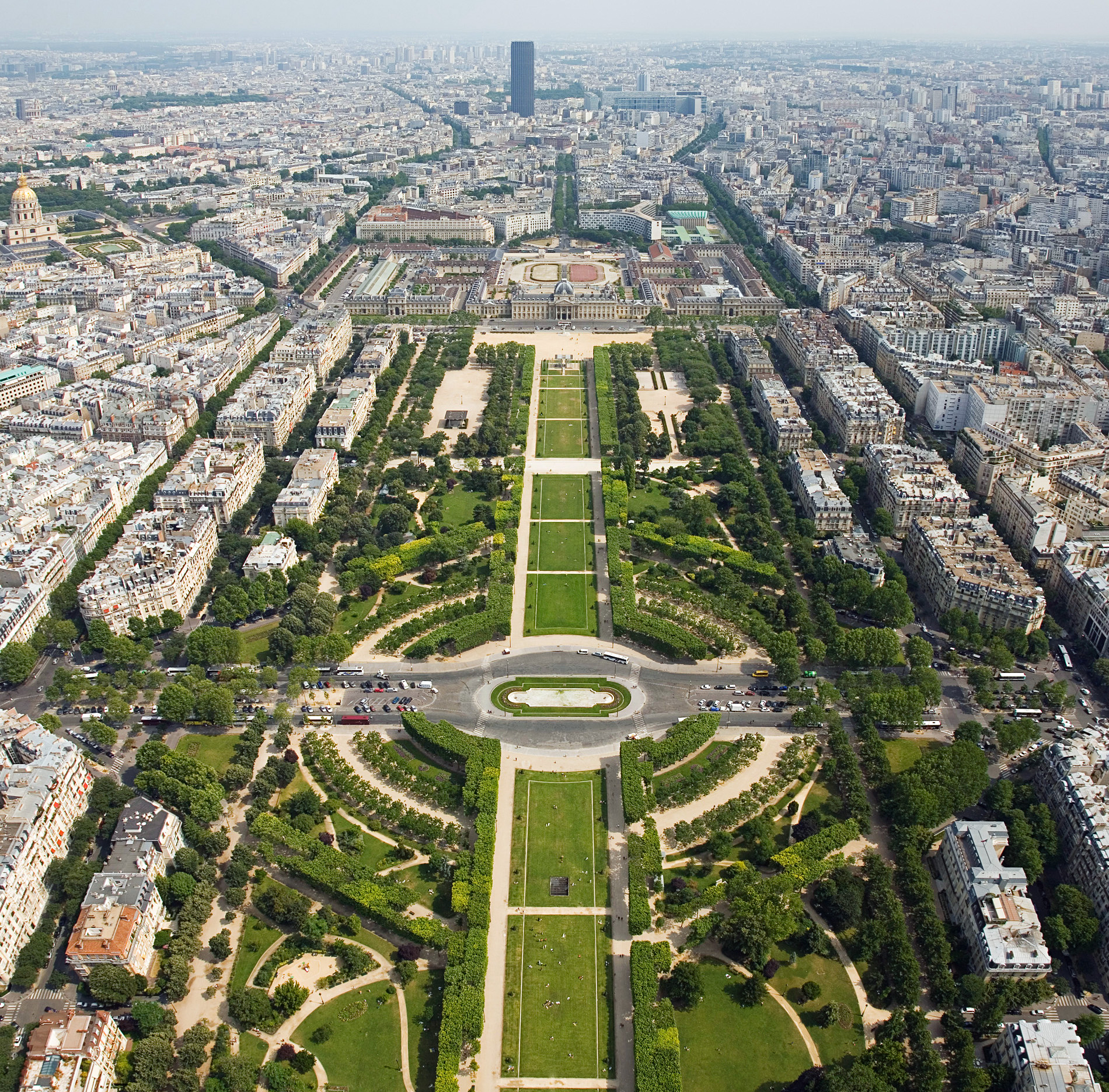
Champ-de-Mars gezien vanaf de Eiffeltoren

De Champ-de-Mars (Marsveld) is de naam van een uitgestrekt open parkgebied in het 7e arrondissement van de Franse hoofdstad Parijs. Het wordt in het noordwesten begrensd door de Eiffeltoren, en in het zuidoosten door de École Militaire (Militaire School).
De naam is afgeleid van de Romeinse oorlogsgod Mars, en verwijst naar de vroegere functie van het terrein als oefenvlakte voor de cadetten van de nabijgelegen École Militaire.
Nadat deze militaire school in 1751 was opgericht door Lodewijk XV, met de bedoeling 500 zonen van verpauperde officieren op te leiden, transformeerde de bouwmeester Jacques-Ange Gabriel de moerassige vlakte tussen de nieuwe gebouwen en de Seine in een oefenterrein, naar analogie van de Campus Martius te Rome. Vanaf 1780 werden de tuinen toegankelijk voor het publiek. In 1783 en 1784 stegen Jean Pierre Blanchard en Jacques Charles vanaf het exercitieveld op in een ballon.
Op 14 juli 1790 was de Champ-de-Mars het decor voor een groot volksfeest ter gelegenheid van de eerste verjaardag van de Franse Revolutie. 300.000 enthousiaste toeschouwers legden er de eed van trouw af aan de Franse natie en de nieuwe grondwet, hierbij schoorvoetend gevolgd door koning Lodewijk XVI. Maar reeds het volgende jaar speelde zich hier een bloedig schouwspel af. Op 17 juli 1791 vergaderde een menigte Parijzenaars om een petitie voor de verwijdering van de koning te ondertekenen. In de relletjes die toen uitbraken schoten soldaten onder het bevel van markies de La Fayette een vijftigtal burgers dood.
Verschillende grootscheepse tentoonstellingen vonden hier plaats, onder meer de wereldtentoonstellingen van 1867, 1878, 1889 (waarvoor de Eiffeltoren werd gebouwd), 1900 en 1937. Tot in 1889 bleef het terrein eigendom van het Franse leger, nadien werd het afgestaan aan de stad Parijs. In hun huidige vorm werden de tuinen van de Champ-de-Mars aangelegd tussen 1908 en 1928.
